# Municipio de Benton (condado de Taylor)
El municipio de Benton (en inglés: Benton Township) es un municipio ubicado en el condado de Taylor en el estado estadounidense de Iowa. En el año 2010 tenía una población de 146 habitantes y una densidad poblacional de 2,31 personas por km².

## Geografía
El municipio de Benton se encuentra ubicado en las coordenadas 40°41′37″N 94°45′17″O / 40.69361, -94.75472. Según la Oficina del Censo de los Estados Unidos, el municipio tiene una superficie total de 63.28 km², de la cual 62,47 km² corresponden a tierra firme y (1,28 %) 0,81 km² es agua.

## Demografía
Según el censo de 2010, había 146 personas residiendo en el municipio de Benton. La densidad de población era de 2,31 hab./km². De los 146 habitantes, el municipio de Benton estaba compuesto por el 100 % blancos. Del total de la población el 0,68 % eran hispanos o latinos de cualquier raza.